# 深町純
深町 純（ふかまち じゅん、1946年〈昭和21年〉5月21日 - 2010年〈平成22年〉11月22日）は、日本の作曲家・編曲家・キーボーディスト・シンセサイザー奏者。東京都出身。一部の作品で馬場 浩の名を使用。

## 来歴
3歳よりピアノを習い始め、高校時代にはオペラの指揮や演出を手がける。東京都立大泉高等学校卒業。東京芸術大学作曲科を卒業直前に中退。
1971年（昭和46年）、ポリドールより1stアルバム『ある若者の肖像』でデビュー。以降は作曲、編曲やプロデュース、テレビ番組やCM、映画音楽を手掛けるほか、フュージョンのキーボーディストとして活動。
シンセサイザーにも造詣が深く, 1970年代初頭から数々のアルバムでシンセサイザーを使用している。特にYAMAHA CS01のブレス・コントローラを使って独特の音色を作り出す事で有名だった。
1989年（平成元年）には洗足学園大学音楽学部教授に就任、日本初のシンセサイザー専攻科を設立した。
小林亜星作曲の「アクロン」（ライオン）のコマーシャルソングを歌っていた事があり、「小林亜星CMソングアンソロジー」に収録されている。
2010年11月22日、大動脈解離による心嚢血腫により死去。

## ディスコグラフィ

### アルバム
- 『ある若者の肖像』（1971年、ポリドール）
  - 1stアルバム
- 『Hello! 深町純II』（1972年、ポリドール）
- 『ピアノ・ソロ　ベスト・オブ・ビートルズ』（1972年、ポリドール）[3]
  - 『ベスト・オブ・ビートルズ on PIANO』（1987・2012・2018年）としてCD復刻。
- 『Introducing』（1975年、東芝EMI）
- 『六喩（ろくゆ）』（1975年、東芝EMI）
- 『Spiral Steps』（1976年、キティレコード）
  - ブレッカー・ブラザーズと制作。
- 『アット・スタンウェイ 衝撃のピアノ・ソロ』（1976年、東芝EMI）
- 『Second Phase』（1977年、東芝EMI）
- 『サージェント・ペパーズ』（1977年、東芝EMI）
- 『ピアノの世界』（1977年、ポリドール）
- 『TRIANGLE SESSION』（1977年、キティレコード）
  - ブレッカー・ブラザーズとの共演アルバム。
  - 2008年、デラックス・エディションで再発。
- 『Evening Star』（1977年、キティレコード）
  - ベスト・アルバム。Stuff他とセッション。
- 『Jun Fukamachi』（1977年、キティレコード）
  - ベスト・アルバム。
- 『The Sea Of Dirac（ディラックの海）』（1977年、キティレコード）
- 『On The Move』（1978年、アルファレコード）
- 『Jun Fukamachi & The New York All Stars Live』（1978年、アルファレコード）
- 『春の夜の夢』（1978年、東芝EMI）
- THE JUN NOERSIAH STRINGS「BELOVED SCREEN MUSIC - Music from motion picture -」（1979年、日本コロムビア）
- 『Quark』（1980年、アルファレコード）
- 『DG-581』 - KEEPアルバム（1981年、トリオレコード）
- 『Rock'n Rocked Rock』 - KEEPアルバム（1982年、トリオレコード）
- 『Solo Vol.1』（1983年、バップ）
- 『Daisy Chain』（1983年、クライマックス）
- 『Starview HCT-5808』（1984年）
- 「Nicole '86 Spring and Summer Collection」（1985年）
- 『KEEP ALIVE』 - KEEPアルバム（1995年、イースタンゲイル）
- 『Variation of Variation』（1996年、佼成出版社）
- 『Midnight Dive』（1998年、j-one）
- 『Civilization』（1999年、 j-one）
- 春夏秋冬4部作（2000年、インディーズハウス、2001年再発）
  - 『春(Spring)』
  - 『夏(Summer)』
  - 『秋(Autumn)』
  - 『冬(Winter)』
  - 『四季(Four Seasons)』 - 春夏秋冬4部作のベスト盤
- 『Calm ～TVドラマ主題歌集』（2002年、ネットワークレコード）
- 『Heart Of The Country』（2003年、インディーズハウス）
- 『深町純ピアノ・ワールド 中島みゆき作品集』（2003年、ソニー・ミュージックダイレクト）
- 『即興ライヴ!』（2004年、ミュージックスケイプ）
- 『Marriage 深町純ピアノ・ワールド』（2004年、ソニー・ミュージックダイレクト）
- 『花』（2005年、インディーズハウス）
- 『鳥』（2005年、インディーズハウス）
- 『風』（2005年、インディーズハウス）
- 『Digit Cafe』（2005年、Santa day dream）
  - 深町純&和田アキラ名義
- 『月』（2006年、インディーズハウス）
- 『ゴールデン☆ベスト』（2008年、ユニバーサルミュージック）
  - ポリドール、キティレコード作品のベスト盤
- 『黎明 - Jun Fukamachi Last Recording』（2012年、ユニバーサルミュージック）
  - e-onkyo musicにて5.0chサラウンドのハイレゾ音源も配信されている。

### 主な参加作品
- 井上陽水
  - 「断絶」（1972年）
  - 「陽水II センチメンタル」（1972年）
  - 「陽水ライヴ もどり道」（1973年）
  - 「氷の世界」（1973年）
- 「坂東玉三郎」（1974年）
- RCサクセション「シングル・マン」（1976年）
- 筒美京平「HIT MACHINE 筒美京平の世界」（1976年）
- ローズマリー「可愛いひとよ」（1976年）
- 高中正義
  - 「Seychells」（1976年）
  - 「TAKANAKA」（1977年）
  - 「AN INSATIABLE HIGH」（1977年）
- 寺島まゆみ「ま・ゆ・み」（1982年）
- イメージアルバム
  - 「宇宙戦艦ヤマト Synthesizer Fantasy」（1982年）
  - 「宇宙戦艦ヤマト 完結編 Synthesizer Fantasy」（1983年）
  - 「クイーン・エメラルダス Synthesizer Fantasy」（1983年）
  - 「月下の一群 」（1984年）
  - 「DIGITAL TRIP うる星やつら」（1984年）
  - 「夢の碑」（1985年）
  - 「エイリアン魔獣境」（1985年）
- MALTA
  - 「MALTA」（1983年）
  - 「マイ・バラッド」（1987年）
- 都倉俊一「This is my song／都倉俊一の世界」（1983年）
- ケーシー・ランキン「LIFE IN THE SKY」（1983年）
- AKIRA WADA with FRIENDS「AMERICAN ROMANCE」（1984年）
- 和田アキラ「YELLOW MOON」（1984年）
- 石黒ケイ「YOU REMEMBER ME」（1984年）
- ケーシー・ランキン「コマグラフ」（1984年）
- 中村達也「LOCUS」（1984年）
- 井上大輔「FERMENT」（1984年）
- PRISM
  - 「Nothin' Unusual」（1985年）
  - 「Dreamin'」（1986年）
  - 「The Silence Of The Motion」（1987年）
  - 「Live Alive Vol.2」（1987年）
  - 「HOMECOMING Vol.3」（DVD：2008年）
  - 「Palace in the sky」（CD：2010年）[注釈 3]
- 佐藤隆「ピアノとヴァイオリンのための巴里物語」（1985年）
- 田中裕子「泳いでる…」（1986年）
- 五輪真弓「ノスタルジー」（1988年）
- 井上大輔「PINK」（1991年）
- 佐藤征一郎「マクベス」（1992年）
- PRISM、KEEP「PRIME JAM SERIES プレミアムCD」（1994年）
- SOUL MEDIA「ファンキー・ベスト・グルーヴ」（1997年）
- 小笠原ちあき「NINE-TEN」（2000年）
- hiromi「モノローグ」（2001年）
- 高実華子「ON THE FIRST」（2001年）
- 小柳ゆき「KOYANAGI THE BALLADS 1999-2001」（2001年）
- 竹内めぐみ「みえないもの」（2003年）
- Baby Boo「Love Letters」（2003年）
- 河口恭吾
  - 「桜」（2003年）
  - 「愛の歌」（2004年）
- 沢田研二「師走romantix」（2005年）
- masaki「Infinity」（2005年）
- 嘉陽愛子「Dolce」（2006年）※一部編曲
- AKIRA HORIKOSHI 東方異聞「A Strange Story from the Far East」（2006年）
- 大藤史「前奏曲（） -We are not alone-」（2007年）
- The WILL「INFINITY ORCHESTRA」（2008年、アスタエンタテインメント）
- AJ Unity「Sweet Roses」（CD：2010年）
- 僕らのしぜんの冒険
  - 「garden」（CD： 2010年、OK-MASSA）
  - 「gate」（CD：2011年）

#### プロデュース
- マーサ三宅「Together Whith Jun」（プロデュース・編曲・演奏, 1976年）
- ザ・スリー・ディグリーズ(en:The Three Degrees)「恋に乾杯(A Toast of Love)」（1976年）
- かまやつひろし「WALK AGAIN」（1978年）
- 杉本喜代志バンド「L.A.Master」（プロデュース・演奏, 1978年）
- 野口五郎アルバム「ロサンゼルス通信」（1978年）
- 大村憲司「First Step」（1978年）
- KAY（）「Somewhere In New York」（プロデュース・編曲・演奏, 1979年）
- パッショナータ「Mysterious Passion」（1979年）

#### 作詞・作曲・編曲
- 尾崎紀世彦「おまえと夕陽」（作詞・作曲 - 『ある若者の肖像』収録曲との競作, 1971年）
- アリス「明日への讃歌」（編曲：1972年）
- ジローズ[注釈 4]「最後の唄/ジローズ3」（作詞・作曲・編曲：1972年）
- オフコース「僕の贈りもの」（ストリングス編曲：1972年）
- 小林亜紀子「ノッポが作り ムギが唄った」（編曲：1972年）
- 左とん平「とん平のヘイ・ユウ・ブルース」（編曲：1973年）
- 玉三郎「青春の鏡」（作曲・編曲：1973年）
- 藤島新
  - 「愛の翼/愛の限界」（作詞・作曲・演奏：1973年）
  - 「パピヨンのテーマ」（作曲・編曲：1974年）
- 杉田二郎「旅立つ彼（）」（作曲・編曲・演奏：1973年）
- マイティ・サラダ・シンジケート「SOUL ON!」（作曲・演奏：1974年）
- ルネ・シマール「ファースト・ライブ・アルバム」（編曲：1974年）
- ガロ
  - 「CIRCUS（）」（編曲・演奏：1974年）
  - 「三叉路」（編曲：1975年）
- 布施明「古い上着をぬいで」（編曲：1974年）
- 宝田明「ラブ・ナウ」（編曲：1974年）
- Maximum（）「Maximum Hot」（編曲・演奏：1975年）
- 森山良子「リンゴの樹の下で」（編曲・演奏：1975年）
- スリー・ディグリーズ「にがい涙(Nigai Namida)」（編曲：1975年）
- 大橋純子「ペイパー・ムーン」（編曲：1976年）
- 平尾昌晃「DISCO TRAIN」（編曲：1976年）
- カメレオン・バンド「古典名曲狂熱致死的舞曲」（編曲・演奏：1978年）
- 原久美子「ノー・スモーキング」（編曲・演奏：1978年）
- トランザム「ラブ・イズ・アラウンド」（編曲・演奏：1978年）
- 「アランフェス協奏曲[注釈 5]」（編曲・演奏：1978年）
- とし太郎&リバーサイド「陽よりまぶしく 風よりはげしく」（編曲：1979年）
- ムーン・ダンサー「ムーン・ダンサー」（編曲：1979年）
- ピンク・レディー「ピンク・レディーの不思議な旅」（一部編曲：1979年）
- Casiopea
  - 「Casiopea」（一部編曲：1979年）
  - 「Super Flight」（一部編曲：1979年）
- 松原正樹「テイク・ア・ソング」（編曲・演奏：1979年）
- RIVERSIDE「WONDERLAND」（編曲・演奏：1979年）
- 桜田淳子「夕暮れはラブ・ソング」（作曲・編曲・演奏：1980年）
- ふじろう「I'm In LOVE...」（編曲・演奏：1980年）
- 紙ふうせん「昭和戻り橋」（編曲：1980年）
- 五輪真弓「風の詩」（編曲：1985年）
- みんなのうた「あの雲にのろう」（作詞・作曲）

#### 演奏
- 五輪真弓「冬ざれた街」（ライブ盤：1974年）

#### ゲスト
- りりィ「たまねぎ」（1972年）
- 小椋佳
  - 「帰っちゃおうかな」（1972年）
  - 「残された憧憬」（1974年）
- 都倉俊一「This is my Song 都倉俊一の世界」（1973年）
- 寺山修司「イソップ物語」（1973年）
- 赤い鳥「書簡集」（1974年）
- ザ・モップス「EXIT」（1974年）
- 山下成司「猫一匹うらぶれ哀し」（1974年）
- 下田逸郎「日のあたる翼」（1974年）
- カルメン・マキ&OZ「カルメンマキ&OZ」（1975年）
- 五輪真弓「Mayumity - うつろな愛」（1975年）
- 石川晶・ジャッキー吉川「ドラム・ドラム」（1975年）
- タケカワユキヒデ「走り去るロマン」（1975年）
- ひのきしんじ「僕から オクターブ+1」（1975年）
- 古谷野とも子「メモリー」（1975年）
- 鈴木宏昌「high-flying」（1976年）
- 渡辺香津美「Mermaid Boulevard」（1977年）
- 高中正義
  - 「TAKANAKA」（1977年）
  - 「AN INSATIABLE HIGH」（1977年）
- カルメン・マキ「III」（1977年）
- フライング・キティ・バンド「5・4・3・2・1・0」（1977年）
- 松武秀樹・乾裕樹「Live Space Fantasy」（1978年）
- Benard Ighner「LITTLE DREAMER」（1978年）
- しばたはつみ「ブルー・ジョーク」（1979年）
- 桂米丸「SF寄席」（1979年）
- 白季千加子「あい らぶ ゆう」（1980年）
- イメージアルバム
  - 「宇宙戦艦ヤマト ファイナルへ向けての序曲」（1982年）
  - 「私を月までつれてって! II」（1984年）

### 映画音楽
- 蒼ざめた日曜日（石原プロモーション：1972年）[2]
- ジャックと豆の木（アニメ映画：1974年）
- 怪猫トルコ風呂（東映東京、馬場浩名義：1975年）[2]
- ウルフガイ 燃えろ狼男（東映東京、馬場浩名義：1975年）[2]
- 悪魔の手毬唄 サウンドトラック（東宝映画、演奏：1977年）[2]
- 火の鳥（東宝・火の鳥プロダクション：1978年）[2]
- Keiko（ヨシムラ・ガニオンプロ：1979年）[2]
- 海潮音（ATG：1980年）
- 赤い帽子の女（日本ヘラルド：1982年）
- 波光きらめく果て（一部編曲：1986年）
- TAIZO〜戦場カメラマン・一ノ瀬泰造の真実〜（チーム・オクヤマ：2003年）

### 演劇
- 日生劇場「白痴」（音楽監督：1969年）
- 劇団四季
  - 「ジーザス・クライスト・スーパースター」（日本初演ロックセクション音楽監督：1973年）
  - 「エクウス」（音楽監督：1976年）
- 民音ミュージカル「怪人二十面相」（音楽監督：1977年）
- ichiza "The Face of Jizo" Arcola Theatre, London（2007年）

### テレビなど
- TBS
  - 後藤明「春・夏・秋・冬」（水曜劇場「おはよう」挿入歌, 1972年）
  - テレビドラマ「同棲時代」（1973年）
  - ポーラテレビ小説「愛子」（1973年 - 1974年）
  - テレビドラマ「ヨイショ」（1974年）
  - テレビドラマ「林で書いた詩」（1974年）
  - テレビドラマ「裏切りの明日」（1975年）
  - テレビドラマ「バースディ・カード」（1977年）
  - テレビドラマ「愛の教育」（1980年）
- NHK
  - おかあさんといっしょ
    - 小鳩くるみ「ブランコ」（演奏：1972年4月 - 1973年4月）
    - 「こまってしまうま」
    - 「ブーツをはいたぞうさん」（1985年）

  - 南極大陸プロジェクト
    - メインテーマ作曲「アンタークティカ－未来大陸－」
    - 作詞：阿木燿子、歌：山口百恵

  - テレビドラマ
    - 「新・坊っちゃん」（1975年）
    - 土曜ドラマ「サスペンスシリーズ」（1977年）
    - 「Departure In The Dark」（「早筆右三郎」テーマ曲：1978年）

  - 母と子のてれび絵本（1991年7月2日放送）
    - 深町純・木村真紀「海の木馬」
- フジテレビ系列
  - テレビドラマ「6羽のかもめ」（1974年）
  - FNNニュースレポート6:00, 5:30, 23:00, 23:30（テーマ曲：1978年10月 - 1984年3月）
  - FNNニュース（テーマ曲：1978年10月 - 1984年3月）
  - 花王名人劇場オープニング・テーマ曲（作曲・編曲・演奏：1979年10月 - 1990年3月）
- シンフォニー「第2創世記」（作曲・編曲、ラジオ関西開局20周年記念コンサート, 1977年）
- ON THE MOVE（テレビ東京『おはようスタジオ』オープニングテーマ）
- テレビドラマ「小児病棟」（日本テレビ, 1979年）
- 「植村直己の足跡」（音楽担当：ドキュメンタリー映像VHS：1991年）
- 「STARVIEW HCT-5808 SPACE FANTASY I」（SF映像作品, 1984年）
- YKZ「御用牙 〜牙のテーマ〜 Feat. NIPPS & DEV LARGE」（2003年）
- 環境ビデオ（VHS）
  - 「FIJI ISLANDS」（1984年）
  - 「RAKUEN2」（1984年）

## 出演
- FM東京「音楽って何だ」 - DJ（1976年）
- 赤い鳥 解散コンサート（演奏：1974年）
- 原信夫とシャープス&フラッツ「The 25th Anniversary Concert」（ゲスト：結成25周年記念リサイタル：1976年）
- 沢田研二コンサート「師走RomantiX」（ピアノ・キーボード：2004年）